# Gråbekard
Gråbekard (Pachyramphus rufus) är en fågel i familjen tityror inom ordningen tättingar.

## Utbredning och systematik
Gråbekard delas in i två underarter:
- Pachyramphus rufus juruanus – förekommer från sydöstra Ecuador till östra Peru (Loreto) och västra Brasilien (sydvästra Amazonområdet)
- Pachyramphus rufus rufus – förekommer i östra Panama, Colombia, Guyana, Amazonområdet och östra Brasilien

## Status och hot
Arten har ett stort utbredningsområde, men tros minska i antal, dock inte tillräckligt kraftigt för att den ska betraktas som hotad. Internationella naturvårdsunionen IUCN listar arten som livskraftig (LC). Beståndet uppskattas till i storleksordningen en halv miljon till fem miljoner vuxna individer.